# Pterygoplichthys zuliaensis
Pterygoplichthys zuliaensis és una espècie de peix de la família dels loricàrids i de l'ordre dels siluriformes.

## Hàbitat
És un peix d'aigua dolça i de clima tropical.

## Distribució geogràfica
Es troba a Amèrica: conca del llac Maracaibo.